# Canadian (Teksas)
Canadian je grad u američkoj saveznoj državi Teksas. Prema popisu stanovništva iz 2010. u njemu je živjelo 2.649 stanovnika.